# Glenea ochraceolineata
Glenea ochraceolineata é uma espécie de escaravelho da família Cerambycidae. Foi descrita por Bernhard Schwarzer em 1931.  É conhecida a sua existência na Malásia e Bornéu.